# Wallace Carothers
Wallace Hume Carothers (Burlington, (Estados Unidos) 27 de abril de 1896-Wilmington, (Estados Unidos) 29 de abril de 1937) fue un químico estadounidense, inventor y líder del departamento de química orgánica de DuPont. Se le atribuye la invención del nailon.
Carothers era el líder del grupo en los laboratorios de la estación experimental DuPont, cerca de Wilmington, Delaware EE. UU., donde se llevó a cabo la mayoría de investigación sobre polímeros. Fue un químico orgánico que además de ser el primero en desarrollar el nailon, también ayudó a sentar las bases para el desarrollo del neopreno. Después de recibir su doctorado, fue profesor en diversas universidades antes de ser contratado por DuPont para trabajar fundamentalmente en desarrollo.

## Primeros años y educación
Carothers nació el 27 de abril de 1896 en Burlington (Iowa), de Ira a Mary Evalina Carothers. Fue el mayor de cuatro hijos. Tuvo un hermano y dos hermanas: John, Isobel y Mary. En su juventud, se fascinaba con las herramientas y artilugios mecánicos gastando su dinero y tiempo en muchas horas de experimentación. Asistió a la escuela pública en Des Moines, Iowa, donde fue conocido como un estudiante concienzudo. Después de la graduación, y bajo la presión de sus padres, se inscribió en el City Commercial College en Des Moines, donde su padre era el vicepresidente, completando el plan de contabilidad y secretariado en julio de 1915.
En septiembre de 1915, entró en la Universidad de Tarkio, en Misuri. Aunque, al principio, se especializó en inglés, cambió a la química bajo la influencia de Arthur Pardee, jefe de ese departamento. Sobresalió tanto en química, que antes de graduarse fue nombrado profesor de química y estudió e impartió el último curso cuando Pardee se marchó para convertirse en director del departamento de química de la Universidad de Dakota del Sur. Se licenció en Ciencias en Tarkio en 1920, a la edad de 24 años. Posteriormente, cursó un máster en la Universidad de Illinois, que obtuvo en 1921 bajo la dirección del profesor Carl Marvel.
Durante el curso 1921-22, Carothers trabajó un año como profesor de química en la Universidad de Dakota del Sur. Fue aquí donde comenzó su investigación independiente que dio lugar a un artículo aceptado por el Journal of the American Chemical Society. En este artículo midió las propiedades físicas del fenilisocianato y de la diazobenceno-imida (ahora conocida como fenilazida). Las propiedades presentan valores muy similares, lo que le llevó a la conclusión de que la estructura del segundo compuesto es C6H5-N=N=N, con los tres átomos de nitrógeno formando una cadena lineal en lugar de un anillo, como se pensaba anteriormente.
Volvió a la Universidad de Illinois para estudiar el doctorado con Roger Adams. Se licenció en 1924. Se especializó en química orgánica y se especializó en química física y matemáticas. Trabajó como ayudante de investigación durante 1922-1923 y recibió una beca Carr para 1923-24. Se trataba del premio más prestigioso que se concedía en el mundo académico en aquella época.

## Trayectoria como docente
Tras obtener su doctorado, Carothers permaneció dos años en la Universidad de Illinois como profesor de química orgánica.

En 1926 Carothers se trasladó a la Universidad de Harvard. De nuevo fue instructor de química orgánica. James B. Conant, que fue nombrado presidente de Harvard College en 1933, dijo de Carothers: 
En sus investigaciones, el Dr. Carothers mostró ya en esta época el alto grado de originalidad que caracterizó sus trabajos posteriores. Nunca se contentó con seguir el camino trillado ni con aceptar las interpretaciones habituales de las reacciones orgánicas. Sus primeras reflexiones sobre la polimerización y la estructura de las sustancias de alto peso molecular comenzaron cuando estaba en Harvard. 

## DuPont
En 1927, DuPont decidió financiar la investigación pura fundamental: la investigación no dirigida deliberadamente contra el desarrollo de un producto para hacer dinero. Carothers viajó a Wilmington, Delaware, para discutir la posibilidad de dirigir la sección de química orgánica en el nuevo laboratorio de la investigación fundamental de DuPont.
La decisión de abandonar el mundo académico fue difícil para Carothers. Al principio rechazó la oferta de empleo de DuPont, explicando que "sufro ataques neuróticos de disminución de la capacidad que podrían constituir un impedimento mucho más grave allí que aquí." A pesar de esta confesión, un ejecutivo de DuPont, Hamilton Bradshaw, viajó a Harvard y convenció a Carothers para que cambiara de opinión. Su salario era de 500 dólares al mes, frente a los 267 dólares de Harvard (3200 dólares al año).
Más tarde, en una carta a Wilko Machetanz, su compañero de habitación en Tarkio, Carothers amplió sus sentimientos de depresión: "Me encuentro, incluso ahora, aceptando beneficios incalculables ofrecidos por pura magnanimidad y buena voluntad y no haciendo ni siquiera una devolución tan trivial como las circunstancias permiten y el sentimiento humano y la decencia exigen, por obtusidad o miedo o egoísmo o mera indiferencia y completa falta de sentimiento."

## Primeros logros

### Neopreno
En Dupont, Carothers recibió un puesto en su nuevo programa de investigación fundamental que acababa de establecerse en Wilmington, Delaware, y la empresa le había permitido elegir cualquier investigación de su elección. Eligió la investigación sobre polímeros porque el tema necesitaba una exploración teórica y tenía inmensas implicaciones comerciales. Carothers comenzó a trabajar en la Estación Experimental de DuPont el 6 de febrero de 1928. La síntesis de un polímero con un peso molecular de más de 4.200, la masa lograda por el doctor Emil Fischer, era su objetivo principal.
Para el verano de 1928, Carothers contaba con una pequeña plantilla de químicos de doctorado y dos asesores: El Dr. Roger Adams, su director de tesis, y el Dr. Carl Marvel, su instructor de química orgánica en la Universidad de Illinois. El laboratorio en el que trabajaban estos científicos de alto nivel llegó a conocerse como "Purity Hall". Resulta desalentador que, a mediados de 1929, "Purity Hall" no haya producido un polímero con un peso muy superior a 4.000.
En enero de 1930, el Dr. Elmer K. Bolton se convirtió en director químico adjunto del departamento químico y, por tanto, en el jefe inmediato de Carothers. Bolton quería resultados prácticos en 1930, y su deseo se cumplió. Pidió a Carothers que examinara la química de un polímero de acetileno con el objetivo de crear caucho sintético. En abril de 1930, uno de los colaboradores de Carothers, el Dr. Arnold M. Collins, aisló el cloropreno, un líquido que polimerizaba para producir un material sólido parecido al caucho. Este producto fue el primer caucho sintético y se conoce hoy en día como neopreno.

### Poliésteres
Ese mismo año, el Dr. Julian W. Hill, otro miembro del equipo de Carothers, comenzó a trabajar de nuevo en el intento de producir un poliéster con un peso molecular superior a 4.000. Sus esfuerzos pronto tuvieron un gran éxito cuando produjo un polímero sintético con un peso molecular de unos 12.000. El elevado peso molecular permitía estirar el polímero fundido en forma de hilos de fibra. Así se creó la primera seda sintética, descrita por los químicos como un superpoliéster.
Los poliésteres y las poliamidas son ejemplos de polímeros de condensación formados por polimerización por etapas. Carothers elaboró la teoría de la polimerización por crecimiento escalonado y derivó la ecuación de Carothers que relaciona el grado de polimerización medio con la conversión fraccional (o rendimiento) del monómero en el polímero. Esta ecuación muestra que para un peso molecular alto, se necesita una conversión fraccional muy alta (sólo para los polímeros de crecimiento escalonado).
Hill también produjo una fibra sintética elástica y resistente combinando glicoles y diácidos y calentando a presión reducida, utilizando un alambique molecular para eliminar los últimos restos de agua producidos en la reacción de condensación. Desgraciadamente, la fibra producida no pudo comercializarse porque volvía a ser una masa pegajosa cuando se colocaba en agua caliente. Carothers abandonó su investigación sobre los polímeros durante varios años.

## Depresión
Carothers padeció problemas de depresión mental desde su juventud.
En 1931, Carothers se mudó a una casa en Wilmington, que se conoció como Whiskey Acres, con otros tres científicos de DuPont. No era un recluso, pero su estado de ánimo depresivo le impedía a menudo disfrutar de todas las actividades en las que participaban sus compañeros de piso. En una carta a una amiga íntima, Frances Spencer, decía: "No parece haber mucho que contar sobre mis experiencias fuera de la química. Ahora estoy viviendo en el campo con otros tres solteros, y ellos, que tienen inclinaciones sociales, han salido con sombreros altos y corbatas blancas, mientras que yo, según mi antigua costumbre, me siento hoscamente en casa". Más o menos en esta época, Carothers le mostró a Julian Hill que guardaba una cápsula de cianuro atada a la cadena de su reloj.
Carothers odiaba hablar en público, lo cual era necesario para mantener su alto perfil. En una carta a Frances Spencer en enero de 1932, relataba: "Fui a New Haven durante las vacaciones y di un discurso en el simposio de biología. Fue bastante bien recibido, pero la perspectiva de tener que hacerlo arruinó las semanas anteriores y fue necesario recurrir a considerables cantidades de alcohol para calmar mis nervios para la ocasión. ... Mi nerviosismo, morosidad y vacilación empeoran a medida que pasa el tiempo, y el recurso frecuente a la bebida no produce ninguna mejora permanente. 1932 me parece bastante negro en estos momentos".
En 1932, el acuerdo por el que se contrató a Carothers fue modificado por el doctor Bolton. "Purity Hall" se centraría ahora en "efectuar una relación más estrecha entre los objetivos finales de nuestro trabajo y los intereses de la empresa"  Esto significaba que los fondos se desplazaban de la investigación pura a la investigación práctica. Carothers no se veía a sí mismo como un investigador comercial experto. Propuso que el trabajo fundamental se limitara a dos o tres propuestas, que fueran coherentes con los intereses de DuPont.
La vida personal de Carothers durante esta época fue muy ajetreada. Tenía un romance con una mujer casada, Sylvia Moore, que con su marido solicitó el divorcio en 1933. Concomitantemente se preocupaba por los problemas financieros de sus padres y planeaba llevarlos a Wilmington. Sin pensar en las posibles ramificaciones emocionales de este traslado, compró una casa en Arden a unos 10 kilómetros (6,2 mi) de la Estación Experimental y se mudó a ella con sus padres. En ese momento tenía 37 años. La relación con sus padres pronto se volvió tensa. Carothers seguía viendo a Sylvia Moore, que ahora estaba soltera, y sus padres desaprobaban enormemente la relación. Al encontrar la tensión en el hogar demasiado desgastante, sus padres regresaron a Des Moines en la primavera de 1934.

## Logros posteriores

### Poliamidas
En 1934, Carothers volvió a centrar su atención en las fibras. Ahora el equipo sustituyó los glicoles por diaminas para producir un tipo de polímero llamado poliamida. Estas sustancias eran mucho más estables que los poliésteres formados con los glicoles. La capacidad de las poliamidas para formar dominios cristalinos mediante enlaces de hidrógeno les confiere mayores propiedades mecánicas. Por tanto, podrían producir una seda sintética que fuera práctica para el uso diario. Su investigación dio lugar a la invención de una serie de nuevas poliamidas. El Dr. W. R. Peterson y el Dr. Donald Coffman llevaron a cabo el trabajo de laboratorio para este proyecto. En 1935, el Dr. Gerard Berchet fue asignado a esta investigación sobre las poliamidas.

### Nylon
Fue durante este productivo periodo de investigación, en el verano de 1934, antes de la eventual invención del nylon, cuando Carothers desapareció. No acudió al trabajo y nadie supo dónde estaba. Se le encontró en una pequeña clínica psiquiátrica, la Clínica Pinel, cerca de la famosa Clínica Phipps asociada al Hospital Johns Hopkins de Baltimore. Al parecer, se había deprimido tanto que condujo hasta Baltimore para consultar a un psiquiatra, que lo internó en la clínica.
Poco después de su salida de la clínica, Carothers volvió a DuPont. Bolton encargó a Carothers que trabajara en las poliamidas.
El trabajo de Carothers en superpolímeros lineales comenzó como una incursión sin límites en lo desconocido, sin ningún objetivo práctico en mente. Sin embargo, la investigación se centraba en un nuevo campo de la química y DuPont creía que cualquier nuevo avance químico sería probablemente valioso para la empresa. En el curso de la investigación, Carothers obtuvo unos superpolímeros que se convertían en sólidos viscosos a altas temperaturas, y se observó que se podían hacer filamentos con este material si se sumergía una varilla en el polímero fundido y se retiraba. Tras este descubrimiento, el proyecto se centró en estos filamentos y el resultado fue el "Nylon".
El 28 de febrero de 1935, Gerard Berchet, bajo la dirección de Carothers, produjo media onza de polímero a partir de hexametilendiamina y ácido adípico, creando la poliamida 6-6, la sustancia que llegaría a conocerse como Nylon. Era difícil trabajar con ella debido a su alto punto de fusión, pero Bolton eligió esta poliamida como la que desarrollaría comercialmente. Seleccionó al Dr. George Graves para que trabajara con Carothers en el proyecto. Con el tiempo, Graves sustituyó a Carothers como líder del proyecto de la poliamida. Además, decenas de químicos e ingenieros trabajaron en el perfeccionamiento de la poliamida 6-6 para convertirla en un producto comercial viable.[cita requerida]

## Matrimonio y declive
El 21 de febrero de 1936, Carothers se casó con Helen Sweetman, con la que salía desde 1934. Sweetman era licenciada en química y trabajaba para DuPont en la preparación de solicitudes de patentes.
Poco después, el 30 de abril de 1936, Carothers fue elegido miembro de la Academia Nacional de Ciencias de Estados Unidos. Fue el primer químico orgánico industrial en recibir este honor. Sin embargo, en junio de 1936, a pesar de este nombramiento que validaba sus contribuciones a la ciencia y de su éxito con el nailon, sintió que no había logrado mucho y se había quedado sin ideas, Carothers no podía sacudirse la depresión que le impedía trabajar. A principios de junio fue ingresado en el Hospital Universitario de Pensilvania de Filadelfia, un prestigioso hospital psiquiátrico, donde su psiquiatra era el Dr. Kenneth Appel. Un mes más tarde le dieron permiso para salir del hospital e ir de excursión a los Alpes tiroleses con unos amigos. El plan era que hiciera senderismo con el Dr. Roger Adams y el Dr. John Flack durante dos semanas. Cuando se marcharon, se quedó solo, sin avisar a nadie, ni siquiera a su mujer. El 14 de septiembre apareció de repente en su mesa de la Estación Experimental. A partir de ese momento, no se esperaba que Carothers realizara ningún trabajo real en la Estación Experimental. Iba a menudo de visita. Empezó a vivir de nuevo en Whiskey Acres, después de que su esposa acordara con el Dr. Appel que no tenía fuerzas suficientes para vigilar a Carothers.
El 8 de enero de 1937, Isobel, la hermana de Carothers, murió de neumonía. Wallace y Helen Carothers viajaron a Chicago para asistir a su funeral y luego a Des Moines para su entierro. Todavía viajó a Filadelfia para visitar a su psiquiatra, el Dr. Appel, quien le dijo a un amigo de Carothers que pensaba que el suicidio era el resultado probable del caso de Carothers.
En la tarde del 28 de abril de 1937 se registró en un cuarto de hotel de Filadelfia y se suicidó bebiendo un cóctel de jugo de limón mezclado con cianuro de potasio, sabiendo que la ingestión de cianuro en una solución ácida intensificaría enormemente la rapidez y el efecto del veneno. No se encontró ninguna nota. Su hija, Jane, nació siete meses después, el 27 de noviembre de 1937.

## Patentes
- Patente USPTO n.º 1995291 "Alkylene Carbonate and Process of Making It", filed November 1929, issued March 1935
- Patente USPTO n.º 2012267 "Alkylene Ester of Polybasic Acids", filed August 1929, issued August 1935
- Patente USPTO n.º 2071250 "Linear Condensation Polymers", filed July 1931, issued February 1937

- Datos: Q333724
- Multimedia: Wallace H. Carothers / Q333724